# Frutto-oligosaccaridi

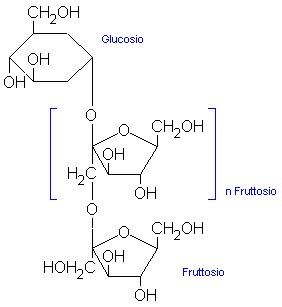
Struttura chimica dei fruttani

I frutto-oligosaccaridi (FOS), chiamati talvolta anche oligofruttosio o oligofruttani, sono dei fruttani a catena corta (oligosaccaridi) presenti in diverse specie di vegetali, dove svolgono il ruolo di riserva energetica. 
Costituiscono gran parte della cosiddetta fibra alimentare, che grande importanza riveste nell'alimentazione umana e animale.

## Struttura
Strutturalmente considerati oligo- e polisaccaridi del fruttosio vengono uniti mediante legami β-glicosidici (1-2) alla cui estremità è presente un'unità di α-D-Glucosio: GFn (dove G=Glucosio, F=Fruttosio, n=numero di molecole di Fruttosio).
Si considerano fruttoligosaccaridi le molecole aventi un grado di polimerizzazione compreso tra 3 e 10 e fruttani quelle con gradi di polimerizzazione maggiori di 10.

## Ruolo fisiologico
I FOS fanno parte di un eterogeneo gruppo di molecole biologiche chiamate prebiotici (da non confondere con i probiotici), sostanze che consentono in particolare lo sviluppo dei bifidobacterium intestinali.
Le caratteristiche principali dei prebiotici sono la resistenza ai processi digestivi della parte superiore della tratto gastrointestinale e la fermentazione selettiva per uno o un limitato numero di microrganismi del microbioma intestinale, in particolare il microbioma del colon; garantendo un vantaggio proliferativo a questi ceppi batterici e modificando di conseguenza la composizione quanti/qualitativa del microbioma stesso.
I FOS alimentari non vengono idrolizzati dagli enzimi intestinali glicosidasi raggiungendo l'intestino cieco strutturalmente immutati.
Il loro consumo aumenta la massa fecale e la frequenza delle defecazioni, con una dose di 4-15 g / die si riduce l'incidenza della stitichezza, che è considerato uno dei crescenti problemi della società moderna, così anche nei neonati durante i primi mesi di vita.

### Allattamento naturale
Nel latte materno sono presenti oltre al lattosio, alcuni oligosaccaridi in basse concentrazioni (1 gr/100 nel latte di 
donna contro 0,1 gr/100 nel latte vaccino). Il fattore bifidogeno del latte materno è costituito dalla presenza nello stesso latte degli oligosaccaridi, questo fattore è dotato di attività antivirale e antibiotica soprattutto nei confronti dell'Escherichia coli. 
Spesso i latti artificiali per uso umano sono artificialmente arricchiti con questo fattore sotto forma di fruttoligosaccaridi (FOS) e galattooligosaccaridi (GOS). Dati sperimentali mostrano come questi oligosaccaridi (fattore bifidogeno) facciano sviluppare la crescita di bifidobatteri e lattobacilli nell'intestino, garantendo feci più morbide in modo dose dipendente.

## Aspetti nutrizionali
Negli esseri umani, circa l'89% dei FOS ingerita si ritrova nel colon dove vengono completamente fermentati dalla microflora colica.
I FOS sono dei prebiotici, favoriscono cioè lo sviluppo nell'organismo umano dei probiotici una volta assunti, specialmente lo sviluppo del genere Bifidobacteria uno dei più utili per l'organismo.
Si stima che negli USA vengano assunti giornalmente 114 mg/die di FOS, mentre in Europa il livello medio di assunzione giornaliera è di 579 mg/die.
I cibi più ricchi di FOS sono la cicoria ed il topinambur (Helianthus tuberosus), ma sono riccamente contenuti anche nei seguenti alimenti:
- farina di frumento,
- banane,
- miele,
- aglio con 3,9 mg/g,[8]

- segale,
- cipolla 3,1 mg/g,[8]
- fagioli e legumi in genere,
- carciofi con 2,4 mg/g,[8]

- porri con 0,9 mg/g,[8]
- asparagi

ed in misura minore in molti altri cibi.
I FOS hanno numerose proprietà interessanti, quali un basso potere dolcificante senza essere calorici, non sono cariogeni e sono considerati alla stregua di una fibra dietetica insolubile.

## Aspetti medici
I FOS ed i fruttani non sono idrolizzabili dagli enzimi digestivi umani e non vengono assorbiti dalla mucosa intestinale, per cui giungono inalterati nel colon dove:
- vengono fermentati dalla microflora intestinale determinando l'incremento dei bifidobatteri, con un conseguente miglioramento della glicemia ed un aumento del colesterolo HDL in soggetti anziani;[12]
- I FOS sono convertiti in acidi grassi a corta catena (SCFAs),[13] cosa che porta ad un aumento della produzione di acidi carbossilici[14] in particolare l'acido acetico, l'acido butirrico e l'acido lattico: queste specie determinano una diminuzione del pH intestinale, ostacolando così la crescita di microrganismi patogeni sensibili a pH acidi.[15]
- aumentano l'assorbimento di alcuni minerali (in particolare del calcio e del magnesio);[13] dimostrando la loro utilità nel migliorare a densità ossea,[16][17] specie nelle donne in età menopausale.[18][19] Migliorano, inoltre, l'assorbimento della genisteina, che è un isoflavone.[13]
- alla dose di 4-15 g / die, somministrate a soggetti sani, sono in grado di ridurre la stitichezza.[3]; sono anche utili nel trattamento della stipsi di soggetti sottoposti a emodialisi.[20]

I FOS in studi su animali mostrano avere un effetto modulante sul tessuto danneggiato dal patogeno C. difficile, per un'azione antagonista sulla crescita dello stesso ed anche per un coinvolgimento indiretto sulla produzione di tossine dello stesso batterio ef, in parte, attraverso lo stimolo della crescita di normale tessuto mucosale colico sano.
Inoltre, ricerche indicano proprietà antitumorali (su modelli animali) dei FOS in associazione con i bifidobatteri, nella prevenzione della cancerogenesi sperimentale del colon con 1-2, dimetil-idrazina in ratti, nella prevenzione di forme tumorali immunocorrelate  ed anche nell'inibire la capacità di crescita, incrementando l'apoptosi, di linee cellulari estrogeno dipendenti (ER+) di tumori della mammela di ratti in vitro.

## Precauzioni
L'ente statunitense FDA classifica i FOS come "comunemente riconosciuti come sicuri" (GRAS "generally recognized as safe") anche in pediatria.
Con dosaggi superiori ai 15 gr/die si sono osservati occasionali fenomeni di flatulenza, gonfiore con o senza dolori addominali e diarrea.